# Léon Coulibeuf

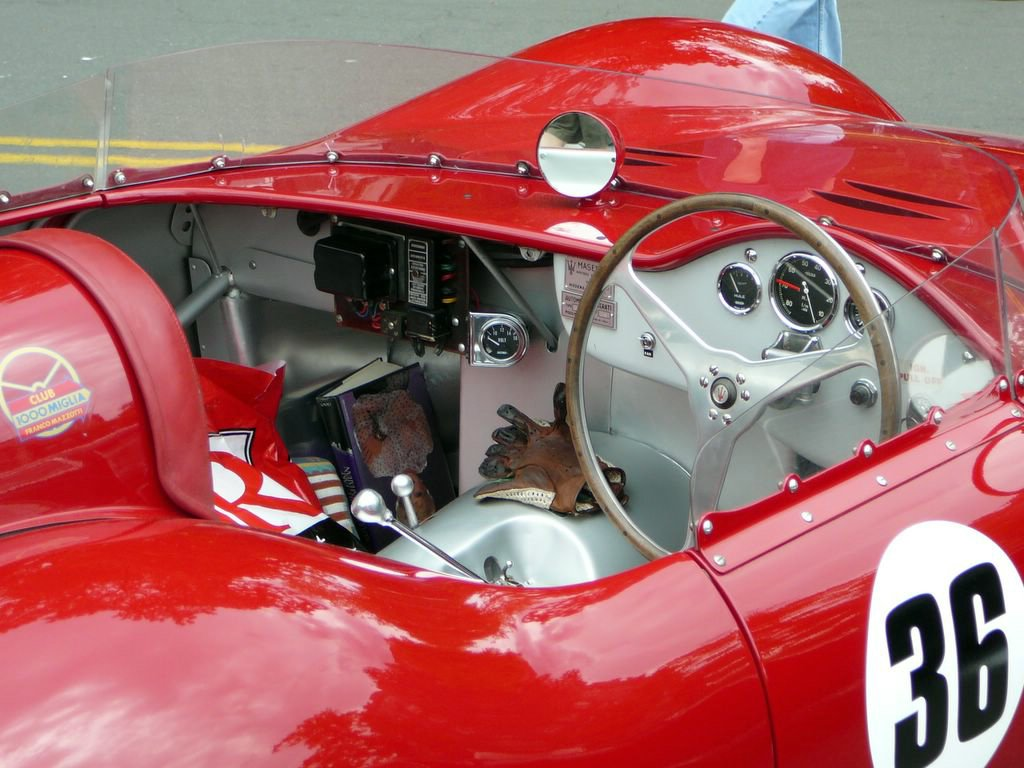
Cockpit eines Maserati 200SI; mit diesem Rennwagenmodell bestritt Couliboeuf 1957 das 24-Stunden-Rennen von Le Mans

Léon François Pascal Coulibeuf (* 12. April 1905 in Ernée; † 11. Februar 1981 in Saint-Michel-d’Entraygues) war ein französischer Autorennfahrer und Industrieller.

## Karriere im Motorsport
Coulibeuf betrieb den Motorsport nicht als Hauptberuf, sondern als Herrenfahrer. Seinen ersten Einsatz hatte er bei der Tour de France für Automobile 1954. Bei dem quer durch Frankreich führenden Etappenrennen fiel er auch einem Ferrari 500 Mondial vorzeitig aus. Die Tour 1956 beendete er als Gesamtvierzehnter.
1957 bestritt er gemeinsam mit Landsmann José Behra das 24-Stunden-Rennen von Le Mans. Der dabei eingesetzte Maserati 200SI befand sich in seinem Besitz. Ein Leck im Tank verhinderte eine Zielankunft. Auch beim 1000-km-Rennen von Kristianstad fiel das Duo aus.
Seinen letzten Einsatz hatte er beim Tour de France für Automobile 1960. Diesmal beendete er das Etappenrennen als 19. der Gesamtwertung.

## Unternehmer
Couliboeuf machte eine Ausbildung zum Elektroinstallateur. Durch ein spezielles französisches Patent an Betonmasten, die Vielfältig als Freileitungsmasten eingesetzt werden können, kam er zu Vermögen und finanzieller Unabhängigkeit.

## Statistik

### Le-Mans-Ergebnisse
| Jahr | Team            | Fahrzeug       | Teamkollege | Platzierung | Ausfallgrund |
| ---- | --------------- | -------------- | ----------- | ----------- | ------------ |
| 1957 | Léon Couliboeuf | Maserati 200SI | José Behra  | Ausfall     | Leck im Tank |

### Einzelergebnisse in der Sportwagen-Weltmeisterschaft
| Saison | Team                       | Rennwagen      | 1   | 2   | 3   | 4   | 5   | 6   | 7   |
| ------ | -------------------------- | -------------- | --- | --- | --- | --- | --- | --- | --- |
| 1957   | Léon Couliboeuf José Behra | Maserati 200SI | BUA | SEB | MIM | NÜR | LEM | KRI | CAR |
| 1957   | Léon Couliboeuf José Behra | Maserati 200SI |     |     |     |     | DNF | DNF |     |